# 神經內膜
神經內膜（Endoneurium），是一層精緻的疏鬆結締組織，具有支持、保護神經中的神經纖維之功能，位于单个神经束内，覆盖各个索。此為神經中保護性結締組織之最內層。
神經內膜為從神經束膜向內延伸的隔膜之延續，由一多醣網絡(glycocalyx)做為基質，其中埋有細束的纖維結締組織網絡，主要由縱行的膠原纖維所構成。
神經內膜內有密集的微血管網絡，亦具有淋巴管。
神經內膜也可在其他地方發現，例如在聽神經中的過渡帶，外圍上的許旺細胞周圍。

## 外部連結
- Endoneurium （页面存档备份，存于） at eMedicine Dictionary
- Histology at BU - "Ultrastructure of the Cell: myelinated axon and Schwann cell" （页面存档备份，存于）
- Histology at BU - "Ultrastructure of the Cell: arteriole and peripheral nerve" （页面存档备份，存于）
- Histology at OU
- Histology at University of California, Los Angeles
- Diagram at Howard University